# Yik'in Chan K'awiil
Jikin Čan Kauil ("Kauil koji potamnjuje nebo") bio je majanski vladar grada Tikala. Tikal se nalazi u Gvatemali te je veličanstven podsjetnik na civilizaciju Maja.

## Biografija
Identificiran kao 27. vladar Tikala, Jikin Čan Kauil bio je jedan od najuspješnijih tikalskih vladara. Njegovi su roditelji bili Hasau Čan Kauil I. i Dama Dvanaest Ara. Naslijedio je oca te je znan i kao tikalski vladar B.
Osvojio je Calakmul 736. godine te dva njegova saveznika 743. i 744.
Njegova je supruga bila Shana'Kin Yaxchel Pacal (Šanakin Jaščel Pakal).